# Трегубов, Алексей Иванович
Алексе́й Ива́нович Трегу́бов (7.05.1912 — 28.08.1993) — советский инженер-строитель, Герой Социалистического Труда.

## Биография
Родился в 1912 году.
Работал на строительстве Цимлянской гидроэлектростанции. По окончании её строительства в 1953 году перебрался на строительство Куйбышевской ГЭС им. В. И. Ленина. Работал главным инженером строительного района «Куйбышевгидростроя». Руководил работами по сооружению здания ГЭС с применением скоростных методов работ, обеспечив максимальное совмещение строительных и монтажных работ.
Похоронен в Москве.

## Награды
- Герой Социалистического Труда (1958).
- орден Ленина (1958).
- орден Трудового Красного Знамени